# Iablanaz
Iablanaz (in italiano anche Jablanazzoo Porto Melinedo, in croato Jablanac, in ungherese Tengervárad) è un insediamento della Croazia nel comune di Segna affacciato su un piccolo e pittoresco porticciolo sul canale della Morlacca, nel mar Adriatico settentrionale.

In epoca romana, tra Jablanac e l'attigua Stinica, era localizzato il municipio di Ortoplinia.
È noto soprattutto come uno dei due porti (l'altro, di recente costruzione, si trova nell'attigua Stinica) ove si prende il traghetto per raggiungere l'isola di Arbe e come punto di sosta sulla Jadranska Magistrala, la lunga strada statale litoranea, è inoltre comodo punto di partenza per visitare il non distante parco nazionale del Velebit Settentrionale. Sul capo di fronte al porto sono visibili le rovine di un castello medievale.
L'insediamento comprende anche gli agglomerati elencati di seguito (tra parentesi il nome in lingua italiana, generalmente desueto):
- Baričević Podi (Puoddi)
- Borovački Pod (Bebio)
- Donji Bileni (Casali Bileni)
- Dragičević Podi (San Michele)
- Dušikrava (Dussicrava  [Casali dei Segnani])
- Gornji Bileni (Casali Bileni)
- Grabarje (Gràbarie)
- Jezero (Isero)
- Kantari (Cantari)
- Lužina (Lùsina)
- Maslenica (Olivi)
- Mijatovići (Miatovici)
- Nova Pošta (Posta Nuova)
- Rakovica (Racovizza  [Porto Bevande])
- Rupčići (Rupi)
- Smokrović Gaj (Gai)
- Štokić Podi (Puodi)
- Turkešići (Turcossich)
- Vranjak (Corvara)
- Zavratnica (Zauratnizza [Cala Melineda])